# Козаки-розбійники (гра)
Козаки - розбійники — поширена командна, рухлива дитяча гра. Грати в неї можна в будь-якому місці, де є затишні закутки, в яких можна сховатися.
Для гри в козаки - розбійники необхідно зібрати компанію з 6 або більше дітей. Компанія розділиться на дві команди: одна — козаки, друга — розбійники.  Козаків може бути менше, аніж розбійників. 
Поділитись можна за допомогою жеребкування або за домовленістю між собою. 

## Правила гри
Гра має наступні правила, які необхідно виконувати всім її учасникам.
1. Учасники заздалегідь домовляються один з одним, в межах якої території можна грати, а куди виходити заборонено. Наприклад, за межу шкільного подвір'я виходити не можна.
2. Розбійники проводять внутрішню нараду і загадують секретну фразу – «пароль».
3. Козаки відходять таким чином, щоб не бачити Розбійників.
4. Розбійники малюють на асфальті або на ґрунті коло, яке позначає початок руху. Від цього кола Розбійники малюють стрілки в тому напрямку, куди вони будуть тікати.
5. За сигналом Розбійники тікають у напрямок намальованої стрілки.
6. Тікаючи розбійники залишають за собою сліди-стрілки: на асфальті, на стінах будинків, бордюрах, лавках тощо. Можна бігти в різні боки, заплутувати сліди, ставити стрілки в різні напрямки або в ледве помітних місцях.
7. Основне завдання розбійників – якомога краще сховатися. Ховаються по одному або вдвох. Тому чим більш заплутаними будуть намальовані стрілки, тим складніше козакам буде знайти розбійників.
8. Поки розбійники ховаються (15..20 хвилин, час обмовляється заздалегідь), козаки облаштовують свій штаб. Для цього окреслюють його межі та намагаються приховати.
9. Через обумовлений час козаки починають по стрілках шукати розбійників.
10. Щоб зловити розбійника його потрібно взяти за руку. Зловленого  розбійника козак відводить в штаб.
11. Якщо козак випадково відпустив руку, розбійник вважається вільним і може тікати знову.
12. Козак, який зловив розбійника, залишається охороняти його у штабі поки інші козаки продовжують розшук розбійників. Козак спробує різними шляхами (умовляннями, лоскотом  тощо, але без жорстокості) дізнатись у розбійника їхній пароль.
13. Вільні розбійники мають право напасти на штаб та виручити своїх.

Гра закінчується коли козаки приведуть всіх розбійників у штаб або дізнаються пароль. Після цього команди міняються місцями.